# Thalassémie alpha
La thalassémie alpha est une maladie génétique en rapport avec une anomalie de la synthèse des chaînes alpha de l'hémoglobine, se traduisant par une anémie plus ou moins prononcée. Il s'agit de l'une des deux formes de thalassémies, l'autre étant la thalassémie bêta.  

## Physiopathologie
L'hémoglobine normale est constituée de quatre sous unités : deux chaînes alpha et deux chaînes bêta.
La chaîne alpha est sous le contrôle de quatre allèles du fait d’une duplication du gène HBA: le génome humain comporte 2 gènes codant la chaîne alpha de l’hemoglobine: HBA1 et HBA2. 
On distingue, suivant le nombre d'allèles atteint :
- l'hémoglobine Barts lorsque les quatre  allèles de l'hémoglobine alpha sont absents ou inactifs, entraînant une maladie du fœtus létale in-utéro ou peu après la naissance,
- l'hémoglobine H lorsque trois des quatre allèles de l'hémoglobine alpha sont absents ou inactifs,
- le trait thalassémique alpha lorsque deux allèles sont mutés
- la thalassémie alpha plus pour un seul allèle muté.

Les mutations en cause sont le plus souvent des  délétions (génétique). Elles peuvent emporter un ou 2 gènes alpha. Il en existe un grand nombre ; certaines sont très caractéristiques d’une région donnée. Plus rarement il s’agira d’une mutation ponctuelle comme l’Hb Constant Spring. On parle alors de thalassemie non deletionnelle.
Les formes sévères se transmettant sous une forme autosomique récessive: les 2 parents sont porteurs de mutations, et l’enfant a des mutations atteignant 3 ou 4 gènes alpha.
La concordance des zones endémiques pour le paludisme  et de celles ayant une proportion élevée de thalassémie alpha fait évoquer l'hypothèse que cette dernière pourrait avoir un rôle protecteur contre le plasmodium.

## Épidémiologie
Elle est essentiellement présente chez les populations issues des régions tropicales (Asie du Sud Est surtout et aussi Afrique) et la prévalence mondiale du portage d'un allèle muté atteint 5 %.

## Forme clinique
La forme fœtale est la manifestation la plus sévère avec l'apparition précoce d'un anasarque : ascite, épanchement péricardique, épanchement pleural, œdème généralisé, anémie microcytaire et hydramnios. Le nouveau-né présente une splénomégalie avec hépatomégalie, une érythropoïèse extra-médullaire, une hydrocéphalie, des malformations cardiaques et uro-génitales. Le décès survient peu après la naissance. L’hemoglobine Barts est en effet non fonctionnelle et ne peut assurer une bonne oxygénation de l’organisme.
La forme classique, l’hémoglobinose H, est une anémie hémolytique microcytaire avec ictère, hépatomégalie, splénomégalie et quelques fois des anomalies osseuses (secondaires à l’hematopoiese extra-médullaire) du même type que celles observées dans la thalassémie bêta.
Les porteurs d'un trait  thalassémique ou d’une thalassemie alpha plus ne sont pas anémiques; ils seront diagnostiqués soit en raison d’anomalies mineures de la numération (cf infra) soit dans le cadre d’une enquête familiale. 
Quel que soit le type, ces  patients ont une hyperaborbtion du fer, inadaptée, qui peut conduire à une surcharge en fer même en l’absence de transfusions.  

## Diagnostic
Un syndrome thalassemique (alpha ou beta) est évoqué devant une anémie microcytaire et hypochrome avec ou sans augmentation des reticulocytes et signes biologiques d’hemolyse. Il n’y a pas de carence martiale et souvent une élévation du fer sérique et de la ferritine du fait de l’hyperabsorbtion du fer.  
Il n’y a pas d’anémie chez les patients avec un trait thalassemique mais on peut noter, une hypochromie et une microcytose, cette dernière pouvant être responsable d’une pseudo polyglobulie. Les patients alpha plus ont un hémogramme normal. 
Dans les formes sévères l’electrophorese de l’hémoglobine peut montrer une Hb anormale, Hb Barts ou Hb H. Elle sera normale en cas de forme mineure (après la naissance il n’y a pas d’autre gène de la famille alpha qui puisse être exprimé au contraire de la thalassemie beta ou le défaut d’HbA peut être partiellement compensé par de l’HbA2 ou de l’HbF). 
Le diagnostic repose sur l’etude moléculaire des gènes alpha globine qui se fait en routine: recherche des principales délétions et séquence des gènes. L’identification d’une délétion ou d’une mutation des gènes HBA1 et HBA2 est positive dans plus de 90 % des cas. 
Chez un patient adulte avec désir d’enfant, il faut étudier son conjoint et donner un conseil génétique précisant le risque d’avoir un enfant avec une forme sévère. 

## Traitement
Aucun traitement n'est disponible en cas d'anasarque fœtal en dehors de transfusions in utero qui ne sont pas toujours réalisables dans les zones d'endémie. Si l’enfant survit, le support transfusionnel doit être poursuivi à vie. Ces enfants sont candidats à une greffe de moelle. On connaît quelques dizaines d’enfants ayant survécu dans le monde.
Les porteurs de l'hémoglobine H pourront bénéficier de transfusion de culots globulaires en cas d'anémie sévère avec retentissement viscéral. Une splénectomie sera parfois nécessaire. Une greffe de moelle est indiquée chez les enfants nécessitant un support transfusionnel régulier. Enfin, en 2024, un enfant atteint d’hemoglobinose H a pu bénéficier d’un traitement par un agent stimulant l’erythopoiese, le luspatercept, qui a permis une amélioration de son taux d’hemoglobine (Yuan-Ning Yang et al. Luspatercept for non-deletional hémoglobine H disease. Pediatric Blood & Cancer, 2024).
Les traitements à base de fer et certains antipaludéens seront à éviter chez ces individus.